# بهشية (فصيلة)
البَهْشِيَّة أو البهشيات (باللاتينية: Aquifoliaceae) فصيلة نباتية تتبع رتبة البهشيات من صف ثنائيات الفلقة.
تضم الفصيلة ثلاثة أجناس مقبولة هي:
- البَهْشِيِّة (باللاتينية: Ilex).
- (باللاتينية: Nemopanthus)
- (باللاتينية: Prinos)

## أجناس
الأجناس الأدنى لهذه الفصيلة:
- كود سباركل
- تحديث القائمة

جنس:برينوس 
اسم علمي: Prinos

جنس:بهشية 
اسم علمي: Ilex

جنس:Ageria 
اسم علمي: Ageria

جنس:Aquifolium 
اسم علمي: Aquifolium

جنس:Macoucoua 
اسم علمي: Macoucoua

جنس:Nemopanthes 
اسم علمي: Nemopanthes

جنس:Nemopanthus 
اسم علمي: Nemopanthus

جنس:Synstima 
اسم علمي: Synstima